# Albert Burns
Albert "Shrimp" Burns (12 août 1898, Oakdale, Californie - 14 août 1921, Toledo, Ohio) était un pilote moto américain de board track au début du XXe siècle. Pilotant successivement pour Harley-Davidson puis Indian, il remporta plusieurs courses en Californie et plus tard sur la Côte Est et le Midwest. En 1919 il remporta le championnat national. En 1998 il fut intronisé au AMA Motorcycle Hall of Fame.

## Jeunesse
Albert Burns grandit à Oakland, Californie, c'est là qu'il découvre les motos pour la première fois. Le jeune Burns passant du temps chez le concessionnaire local de motos Pope il fut embauché comme vendeur à l'âge de douze ans. Plus tard, il fut autorisé à livrer des messages pour le magasin, empruntant parfois une machine pour rouler à son rythme.

## Carrière

### 1913
Sa première course de moto professionnelle eut lieu à Sacramento le 4 mai 1913 où il termina quatrième. Burns améliora ses compétences en course pendant l'été 1913 sur les pistes du nord de la Californie. Les autres pilotes n'aimaient pas être surclassés par un jeune de quinze ans pilotant un équipement de qualité inférieure. Pendant un certain temps, Burns ne put pas piloter, ce qui ne l’empêcha pas à la fin de la saison de remporter sa première victoire à San José.

### 1915
Le 4 juillet 1915, Burns remporta trois course à Pleasanton, Californie, dont une course de 100 miles.
Burns était connu pour sa ténacité. Dans une course de Marysville, en Californie, il chuta brutalement, remonta sur sa machine à temps pour la course suivante et remporta la finale des 5 miles. Plus tard on découvrit qu'il avait piloté avec une clavicule fracturée et une épaule cassée.

### 1919
Au début de l'année 1919, après un arrêt temporaire de sa carrière en raison de la Première Guerre mondiale, Burns remporta l'une des premières grandes courses d'après guerre de la côte ouest à Fresno, Californie. En juin de la même année à l'âge de vingt ans, Burns signa son premier contrat d'usine avec Harley-Davidson.
Désormais capable de courir en dehors de sa Californie natale, Burns remporta une course solo de 5 miles ainsi qu'une épreuve de side-car le 4 juillet 1919, à Baltimore, Maryland. Cet été-là Burns gagna de nombreuses courses dans le Midwest. Il remporta notamment le championnat national de 100 miles en devançant Ralph Hepburn de quelques centimètres dans la dernière course majeure de la saison 1919 sur la piste de board track de Sheepshead Bay à New York.

### 1920
Burns signa avec Indian pour la saison 1920, un acte inhabituel en raison de la rivalité intense avec Harley-Davidson. La raison était que Burns s'était senti délaissé au profit des pilotes les plus établis chez Harley-Davidson et qu'Indian lui avait promis le meilleur équipement. Burns affronta également Otto Walker, le capitaine de l'équipe Harley-Davidson.
Burns gagna pour Indian immédiatement, remportant le premier titre national de la saison 1920 dans les 25 miles nationaux au Ascot Park à Los Angeles. Des pannes mécaniques tourmentèrent Burns tout au long de la saison 1920, l'empêchant de remporter les victoires attendues dans les courses nationales à Dodge City (Kansas) et Marion (Indiana). Il remporta tout de même la course de championnat solo de 5 miles à Denver en septembre de cette année.

### 1921
Lors de sa première course de la saison 1921 sur la nouvelle piste de board track de 1,25 mile à Beverly Hills, en Californie, Burns remporta une victoire remarquable, après avoir subi de graves blessures. Enlevant la première course de la journée, il s'écrasa dans la course suivante avec de graves blessures aux mains et aux bras provenant des éclats de la piste en bois. Il revint cependant pour la dernière course de la journée sur une machine empruntée, les bras complètement bandés. Roulant au milieu du peloton pendant la majeure partie de la course, il se plaça en haut dans le dernier virage du dernier tour, accélérant dans la pente raide pour finalement gagner la course.

## Décès
Burns trouva la mort le jour de son anniversaire dans un accident lors d'une course le 14 août 1921 à Toledo, Ohio. Percutant l'arrière de la moto de Ray Weishaar en sortant d'un virage, s'écrasa contre la balustrade. Il décéda plus tard des suites de graves blessures à la tête. La fiancée de Burns, Geneviève Moritz, venue à Tolède pour lui offrir son cadeau d'anniversaire, fut témoin de l'accident fatal.